# Aufgebot (Eherecht)

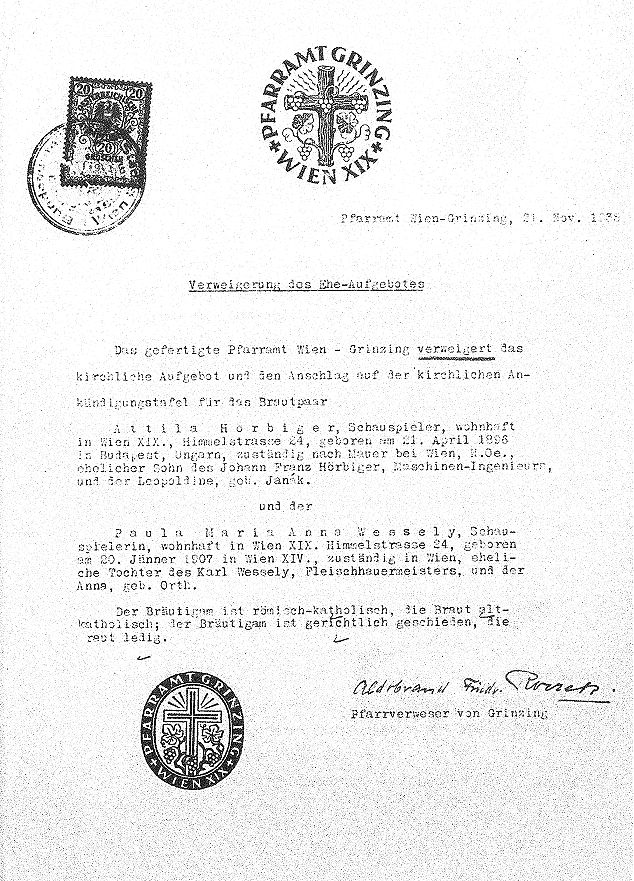
Eheaufgebotsverweigerung der Pfarre Grinzing für Attila Hörbiger und Paula Wessely.

Das Aufgebot bezeichnet im Eherecht die öffentliche Bekanntmachung einer beabsichtigten Eheschließung. Der Begriff stammt aus dem Kirchenrecht, seit Einführung der Zivilehe gibt es aber auch ein ziviles Aufgebot.

## Kanonisches Recht
Mit dem Aufgebot wurde eine beabsichtigte Heirat öffentlich bekannt gemacht, damit eventuelle Ehehindernisse wie zum Beispiel eine schon bestehende Ehe gemeldet werden konnten. Erstmals vorgeschrieben wurde das Aufgebot 1215 durch das vierte Laterankonzil. Im Kanon 51 legte dieses fest, dass die Absicht einer Heirat öffentlich durch den Priester verkündet werden solle. Deshalb wurde das Aufgebot auch als Proklamation (= Ausrufung/Verkündigung) bezeichnet. Auf dem Konzil von Trient wurde dies präzisiert, das Aufgebot musste nun an drei aufeinanderfolgenden Sonn- oder Feiertagen sowohl in der Kirchengemeinde des Bräutigams als auch der Braut im Gottesdienst verkündet werden.
Diese Regeln galten nach der Reformation auch in der Anglikanischen Kirche und den meisten protestantischen Kirchen. Nach der  Einführung der Zivilehe forderten die deutschen Landeskirchen anfangs noch eine einmalige Verkündigung oder einen Aushang an der Kirche, was im Laufe des 20. Jahrhunderts auch unüblich wurde.  Seit dem Codex Iuris Canonici von 1983 fordert auch die katholische Kirche nur noch die Verkündung an einem Sonntag, wovon der Priester das Verlobtenpaar auch entbinden kann.

## Zivilrecht

### Deutschland und Österreich
Mit Einführung der Zivilehe wurde das Aufgebotsverfahren auch im deutschen Bürgerlichen Gesetzbuch (BGB) und im österreichischen Allgemeinen bürgerlichen Gesetzbuch (ABGB) gefordert.
Seit 1938 war es in § 16 des Gesetzes zur Vereinheitlichung des Rechts der Eheschließung und der Ehescheidung im Lande Österreich und im übrigen Reichsgebiet vom 6. Juli 1938 geregelt.
Auch § 12 des Kontrollratsgesetzes Nr. 16 (Ehegesetz) vom 20. Februar 1946 sah in den deutschen Besatzungszonen vor, dass der Eheschließung ein Aufgebot vorhergehen „soll.“
In der DDR wurde das Aufgebotsverfahren mit dem Gesetz über das Personenstandswesen (Personenstandsgesetz) vom 16. November 1956 durch einen Antrag auf Eheschließung ersetzt.  Auf Grund des Antrages auf Eheschließung waren die Personalien genau festzustellen und zu prüfen, ob die Eheschließung nach den gesetzlichen Bestimmungen zulässig ist (§ 23 Abs. 1 Personenstandsgesetz).
In der Bundesrepublik Deutschland wurde das Ehegesetz zum 1. Juli 1998 aufgehoben. Im Interesse des Datenschutzes und der Verwaltungsvereinfachung wurde damit auch das öffentliche Aufgebot abgeschafft.
Nach Art. 1 Abs. 1 des Übereinkommens über die Erklärung des Ehewillens, das Heiratsmindestalter und die Registrierung von Eheschließungen, in Kraft getreten am 9. Dezember 1964, sind „die Willenserklärungen der Verlobten entsprechend den gesetzlichen Vorschriften nach ordnungsgemäßem Aufgebot vor der für die Eheschließung zuständigen Behörde in Gegenwart von Zeugen persönlich abzugeben“. Die Abschaffung des Aufgebots in Österreich durch die Aufhebung des § 16 EheG widerspricht nicht den sich aus der Ratifikation des Übereinkommens ergebenden Pflichten. Die Bekanntmachung eines Aufgebotes (Aushang an der Gemeindeamtstafel) gibt es in Österreich seitdem nicht mehr.

### Schweiz
Im schweizerischen Eherecht entspricht der Anmeldung das Vorbereitungsverfahren.